# Seven Group
Die Seven Group, auch als  Big Seven oder  Combine (englisch Zusammenschluss, Kombinat) bekannt, war ein US-amerikanisches illegales Alkohol-Kartell an der Ostküste der Vereinigten Staaten während der Alkoholprohibition.
Es kann in gewisser Hinsicht als Vorläufer des National Crime Syndicate gesehen werden, das sich 1931 nach dem Krieg von Castellammare herausbildete. 
Nachdem das klassische Bandenwesen vor allem in New York City niedergegangen war, formierte sich das organisierte Verbrechen neu. Insbesondere durch den Volstead Act von 1919 ergab sich die Möglichkeit in den neuen illegalen Markt mit Alkohol einzusteigen.
Waren zunächst einzelne Personen und Banden auf dem Gebiet tätig, erwies sich die gewaltsame Auseinandersetzung als schlecht für die illegalen Profite; eine Zusammenarbeit erschien lukrativer.
John Torrio („Papa Johnny“) war in den 1930er Jahren in die USA zurückgekehrt, um in der Gerichtsverhandlung von Al Capone auszusagen, und fungierte als Berater der Gruppe, da er ohnehin als „Elder statesman“ und Consigliere in der Welt der Mobster angesehen wurde. Er empfahl auch Unterweltbossen wie Lucky Luciano in New York City den Aufbau eines überregionalen Verbrechersyndikats, anstatt die Kräfte in ständigen blutigen Auseinandersetzungen kleinerer Banden aufzureiben.
Die Jugendfreunde Lucky Luciano und Meyer Lansky waren schnell bereit den Ideen von Arnold Rothstein zu folgen; zusammen bildeten sie den Broadway Mob der Teile von New York City versorgte. Weitere Mitglieder der La Cosa Nostra waren Frank Costello (Manhattan), Joe Adonis (Brooklyn); weitere Kosher Nostras Abner Zwillman (New Jersey) und Harry Rosen (Philadelphia). Ein weiterer bedeutende Angehöriger der Gruppe war Jimmy Hines. Weitere Mitglieder des Bugs and Meyer Mob fungierten häufig als bewaffneter Arm der „Big Seven“.
Vermutlich kontrollierte allein Waxey Gordon  mit seiner Organisation mehr Alkohol als entsprechende Banden der US-amerikanischen La Cosa Nostra. Die Stadtteile, die nicht vom Broadway Mob versorgt wurden, belieferte Waxey Gordon mit seinem billigen Fusel. Im Stadtgebiet von New York City beherrschten die Kosher Nostras ohnehin 70 % des Schwarzmarktes, die US-amerikanische La Cosa Nostra 25 % und der Rest wurde durch irische Banden oder sonstige Gruppen betrieben.
Als Vincent Coll im Zuge seines Konfliktes mit Owney Madden und Dutch Schultz in das Geschäft eindringen wollte und mindestens zehn Mitglieder des „Combine“ ermordete, darunter Carmine Borelli, welcher sich weigerte seinen Boss Dutch Schultz in einen Hinterhalt zu locken, schlug die Gruppe zurück und ermordete dessen Bruder Peter Coll.
Nach dem Tod von Rothstein 1928 etablierte sich die Gruppe weiter und setzte ihre Interessen auf der Atlantic City Conference von 1929 durch. Louis Buchalter bezeichnete die Murder, Inc. ursprünglich als „The Combination“; offenbar in Anlehnung an die bewährte Zusammenarbeit in der Seven Group, die auch als Combine bezeichnet wurde.